# Letzau
Letzau ist ein Gemeindeteil von Theisseil im Landkreis Neustadt an der Waldnaab im bayerischen Regierungsbezirk Oberpfalz.

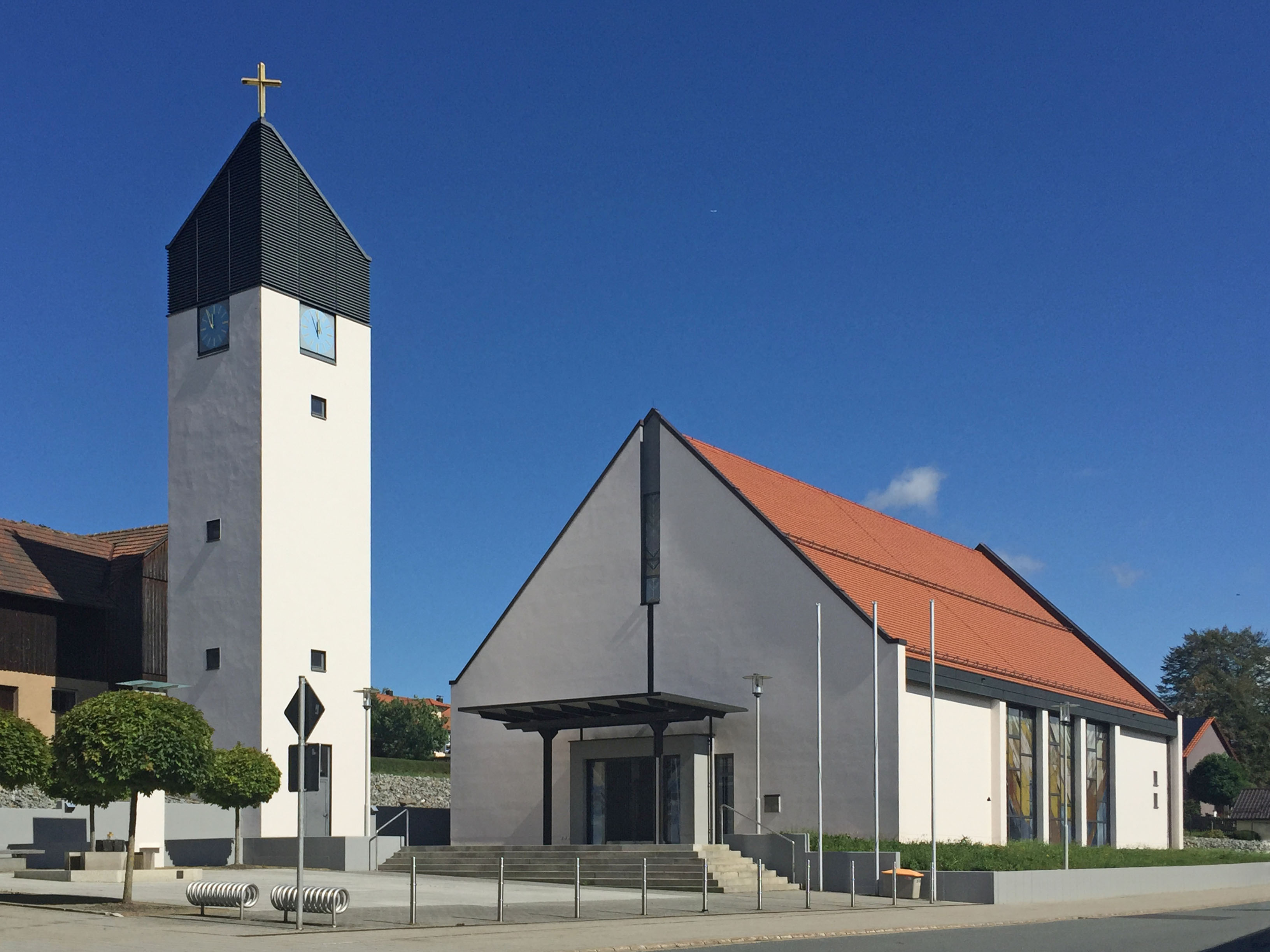
Kirche St. Johannes Nepomuk

## Geographische Lage
Das Kirchdorf Letzau liegt 4 km östlich von Weiden in der Oberpfalz und 2 km südöstlich von Theisseil.
Östlich von Letzau verläuft die Staatsstraße 2166.
Letzau liegt am oberen Ende des Hölltales, das sich von Letzau nach Südwesten bis nach Bechtsrieth erstreckt.
Südlich von Letzau entspringt der Gleitsbach, der durch das Hölltal nach Bechtsrieth fließt und südlich von Engleshof in die Luhe mündet.

## Geschichte
Der Name Letzau (auch „Lůtsow, Leutsow, Leutsowe“) ist slawischen Ursprungs.
Bis zum 10. Jahrhundert war die Gegend von Letzau von Slawen besiedelt.
Im 9. und 10. Jahrhundert entstanden die sogenannten Königstraßen oder Hochstraßen, die abseits der Flüsse über die Höhenzüge führten.
Zu diesen gehörte die Letzauer Hochstraße, die von Anton Dollacker und Michel Hardt beschrieben wird.
Sie führte von Amberg über Schnaittenbach, Luhe, Letzau, Floß und Plößberg nach Tirschenreuth.
Im 12. Jahrhundert gehörten Güter in Letzau dem Kloster Waldsassen.
Bei Schenkungen an das Kloster Waldsassen wurde Letzau 1218 erwähnt, als Friedrich von Waldthurn Gutsbezirke für die Dörfer Schönfeld und Triebendorf erwarb.
Mitte des 13. Jahrhunderts gehörte Letzau zur Herrschaft der Waldthurner.
3 Huben in Letzau waren im 13. Jahrhundert im Besitz der Störe von Störnstein.
Diese verkauften ihren Besitz in Letzau in der zweiten Hälfte des 13. Jahrhunderts an den bayrischen Herzog.
1261 überließen die Brüder Berthold und Ulrich von Waldthurn und Heinrich von Pleystein Letzau dem Kloster Waldsassen.
1553 gehörte das Dorf Letzau mit 7 Höfen, 4 Gütern und 2 öden Höfen den Waldauern zu Waldthurn.
Im Jahr 1553 wurde der Wald "Die Höll" bei Letzau in einem Vertrag zwischen Ulrich von Heideck und Willibald von Wirsberg zu Waldthurn genannt.
In statistischen Beschreibungen von 1630, 1666, 1743, 1806 wurde Letzau beschrieben als ein Kirchdorf und eine Gemeinde im Landkreis Neustadt an der Waldnaab mit 28 Anwesen, 2 Tripflhäuseln und einer Mühle.
Es gehörte zur Pfarrei Waldthurn.
Seit 1821 war Letzau unmittelbare Landgemeinde, zu der Oberhöll gehörte.
1830 wurde die Gemeinde Remmelberg, zu der außer Remmelberg die Ortschaft Schammesrieth gehörte, nach Letzau eingemeindet.
Die St.-Johannes-Nepomuk-Kirche von Letzau war Filialkirche zur Pfarrei Waldthurn; jetzt Expositur von St.Josef(Weiden).
1838 wurde das Landgericht Weiden in der Oberpfalz gebildet.
Dabei gelangte die Gemeinde Letzau vom Landgericht Vohenstrauß zum Landgericht Weiden.
Im Zuge der Gebietsreform in Bayern wurde Letzau mit Edeldorf und Roschau 1972 zur neu gebildeten Gemeinde Theisseil zusammengelegt.

## Einwohnerentwicklung in Letzau ab 1838
| Jahr | Einwohner | Gebäude |
| ---- | --------- | ------- |
| 1838 | 177       | 31      |
| 1861 | 210       | k. A.   |
| 1871 | 184       | 87      |
| 1885 | 244       | 36      |
| 1900 | 206       | 36      |
| 1913 | 192       | 34      |

| Jahr | Einwohner | Gebäude |
| ---- | --------- | ------- |
| 1925 | 198       | 34      |
| 1950 | 214       | 36      |
| 1961 | 203       | 39      |
| 1970 | 216       | k. A.   |
| 1987 | 392       | 94      |
| 2011 | 445       | k. A.   |

## Sehenswürdigkeiten
Der Neubau der Letzauer Kirche mit seinen großen Kirchenfenstern, die einen Vorgängerbau ersetzte, wurde vom Künstler Max Fischer gestaltet.